# Mohgaon
Mohgaon è una suddivisione dell'India, classificata come nagar panchayat, di 9.890 abitanti, situata nel distretto di Chhindwara, nello stato federato del Madhya Pradesh. In base al numero di abitanti la città rientra nella classe V (da 5.000 a 9.999 persone).

## Geografia fisica
La città è situata a 21° 38' 49 N e 78° 43' 05 E.

## Società

### Evoluzione demografica
Al censimento del 2001 la popolazione di Mohgaon assommava a 9.890 persone, delle quali 5.115 maschi e 4.775 femmine. I bambini di età inferiore o uguale ai sei anni assommavano a 1.426, dei quali 755 maschi e 671 femmine. Infine, coloro che erano in grado di saper almeno leggere e scrivere erano 6.154, dei quali 3.551 maschi e 2.603 femmine.